# Idool (televisieprogramma)
Idool was de Vlaamse versie van het Britse televisieprogramma Pop Idol. Hierin werd naar het beste zangtalent gezocht. De winnaar ging naar huis met een platencontract van Sony BMG. De presentatie werd bij Idool verzorgd door de gebroeders Koen en Kris Wauters, beiden bekend van de Vlaamse popgroep Clouseau.

## Programmaverloop
In de eerste weken werden preselecties gehouden om uit te maken welke 40 deelnemers mochten doorgaan naar de liveshow. Daarna bleven er van de 40 deelnemers nog 10 over. Deze namen het tegen elkaar op in de studio van Idool. Per week viel de deelnemer die het geringste aantal stemmen van het publiek kreeg af. Voor de finale maakten de finalisten een tour door Vlaanderen, waarbij zij onder meer optraden voor hun fans.
Vanaf 'Idool 2011' was het wedstrijdverloop anders. Eerst waren er de audities met meer dan 3.500 kandidaten, waarna enkel de beste meemochten naar de volgende ronde. Daar werden er dan nog eens 25 gekozen, die mee mochten naar Punta Cana in de Dominicaanse Republiek. Daar moesten er ook meteen 5 de wedstrijd verlaten. Uit die 20 werden dan de 15 kandidaten voor de liveshows gekozen. In de eerste liveshow moesten er opnieuw 5 de wedstrijd verlaten. Daarna blijven nog 10 kandidaten over. Daarvan moest elke liveshow één persoon afvallen, met dus de uiteindelijke winnaar die overblijft.

## Juryleden
| Seizoen    | Juryvoorzitter | Overige juryleden                                                 | Juryvolgorde      | Juryvolgorde     | Juryvolgorde         | Juryvolgorde |
| ---------- | -------------- | ----------------------------------------------------------------- | ----------------- | ---------------- | -------------------- | ------------ |
| Idool 2003 | Jan Leyers     | Jean Blaute, Nina De Man en Bart Brusseleers                      | Jan Leyers        | Nina De Man      | Bart Brusseleers     | Jean Baute   |
| Idool 2004 | Jan Leyers     | Jean Blaute, Nina De Man en Bart Brusseleers                      | Jan Leyers        | Nina De Man      | Bart Brusseleers     | Jean Baute   |
| Idool 2007 | Jean Blaute    | Vera Mann, Herman Schueremans en Bernard Carbonez                 | Herman Schuermans | Vera Mann        | Bernard Carbonez     | Jean Baute   |
| Idool 2011 | geen           | Jean Blaute, Koen Buyse, Wouter Van Belle en Sylvia Van Driessche | Koen Buyse        | Wouter Van Belle | Sylvia Van Driessche | Jean Baute   |

| Juryleden            | 2003 | 2004 | 2007 | 2011 |
| -------------------- | ---- | ---- | ---- | ---- |
| Jean Blaute          |      |      |      |      |
| Jan Leyers           |      |      |      |      |
| Nina De Man          |      |      |      |      |
| Bart Brusseleers     |      |      |      |      |
| Vera Mann            |      |      |      |      |
| Herman Schueremans   |      |      |      |      |
| Bernard Carbonez     |      |      |      |      |
| Koen Buyse           |      |      |      |      |
| Wouter Van Belle     |      |      |      |      |
| Sylvia Van Driessche |      |      |      |      |

## Finalisten Idool 2003
1. Peter Evrard, winnaar
2. Natalia Druyts, 9 mei
3. Wim Soutaer, 2 mei
4. Brahim Attaeb, 25 april
5. Chris D Morton, 18 april
6. Tom Olaerts, 11 april
7. Cindy Huysentruit, 4 april
8. Carolien Vyncke, 28 maart
9. Tabitha Cycon, 21 maart
10. Stephanie Lambrechts, 14 maart

## Finalisten Idool 2004
1. Joeri Fransen, winnaar
2. Wouter De Clerck, 12 december
3. Sandrine Van Handenhoven, 5 december
4. Laura Ramaekers, 28 november
5. Born Meirlaen, 21 november
6. Maarten Cox, 14 november
7. Janina Van Caneghem, 7 november
8. Laura D'Heedene, 31 oktober
9. Sarah Cain, 24 oktober
10. Annelies Cappaert, 17 oktober

## Finalisten Idool 2007
1. Dean Delannoit, winnaar
2. Esther Sels, 25 mei
3. Andrei Lugovski, 18 mei
4. Elke Severijns, 11 mei
5. Wim Vandereyken, 4 mei
6. Kim Buttafuoco, 27 april
7. Tom De Bie, 20 april
8. Kira Peters, 13 april
9. Adil Aarab, 6 april
10. Brenda Vercammen, 30 maart

## Finalisten Idool 2011
1. Kevin Kayirangwa, winnaar
2. Kato Callebaut, 20 mei
3. Kristof de Cleyn, 13 mei
4. Maureen Vanherberghen, 6 mei
5. Juan-Manuel Palomo & Dennis De Neyer, 29 april
6. Kevin Kayirangwa, 22 april: werd door de jury teruggehaald met de zogenaamde "reddingsboei".
7. Devon Vancuyl, 15 april
8. Lora Van Hooff, 8 april
9. Jonas Cole, 1 april
10. Alyssa Luypaert, 25 maart
11. Nour Lahdo, 18 maart

## Singles van Idool-kandidaten

### Idool 2003
1. Peter Evrard: For You, Loserman, Making It Beautiful, Deaf Dumb Blind, Let Me Take You Through The Night, Coward
2. Natalia: Without You, I've Only Begun To Fight, Higher than the Sun, I Want You Back, Risin', Fragile Not Broken, Shelter, Ridin' By, Sisters Are Doin' It For Themselves (met The Pointer Sisters), Rid Of You, Gone To Stay, Glamorous (met En Vogue), I Survived You, Drop a little, All or nothing, Heartbreaker, Feeling, Still With Me, On The Radio, Hallelujah (met Gabriel Rios), Burning Star (met Anastacia), 1 Minute,...
3. Wim Soutaer: Allemaal,Ik Hoor Bij Jou, Voor Altijd, Wat Zou je Doen, Kom Bij Mij, Kijk Eens Om Je Heen, Zonder Woorden, Ik Heb Je Lief, Overal, Die Zomer Gaat Nooit Voorbij, De Wereld Draait Door, Ze Kent Me, Slaap Je Hier Vannacht
4. Brahim: Turn The Music Up, I Wanna Be, Party With me, Loco, Didi, Lei Lei, P.O.W.E.R, I Am What I Am, Lamuka (Wake Up), So Into You, What I Like About You
5. Danzel: Pump It Up, You Are All Of That, Home Again, Put Your Hands Up In The Air, My Arms Keep Missing You (vs. Dj F.R.A.N.K.), Under Arrest
6. Hadise: Sweat, Stir Me Up, Milk Chocolate Girl, Ain't No Love Lost, Bad Boy, A Good Kiss, My Body, My Man And The Devil On His Shoulder, Düm Tek Tek, Fast life
7. Chris D. Morton: Secilia, Bring Back My Love!, Sweet Angel Valentine, Stand By Me/Every Dead Soldier
8. Astrid/Ameerah: Don't You Stop The Music, However, U Don't Wanna Miss That, The Sound of Missing You
9. D-ME: Oh O O O Oh Ooh, Oh O O O Oh Ooh The Sequel, Boys&Girls, Here She comes

### Idool 2004
1. Joeri Fransen: Ya' Bout to Find Out, High And Alive, We Came This Far, Stars Are Blind
2. Wouter De Clerck: Walking in Memphis, One Little Slip, Freefall, In The Arms
3. Sandrine Van Handenhoven: Goosebumps, As In Check, I Will be Free, Story Of Us, I Feel The Same Way
4. Laura Ramaekers: Talk or Take a Walk, Masquerade, Safe Sex, I Am Who I Am, Shattered, Reason, Nobody's Girl
5. Born Meirlaen: Fools Rush In, Good Times, Don't Ever Go, Walking In The Sun
6. Maarten Cox: Malle Babbe, Deel van ons wij, Wat doe je dan, Leve de winter, Onweerstaanbaar, Vrij, Leuker met twee
7. Laura D'Heedene: History Turning Round
8. Sarah Cain: Renaissance Of Great

### Idool 2007
1. Dean Delannoit: So Many Ways, Honesty, Blue Hotel, We Don't Belong, You, View Divine, My Desire, She Walks On Water, Someday, Wouldn't Change A Thing (met Sita), All I Can See, Just A Few More Days, Easier said Than Done, Break Your Fall, Déjà Vu, Milf, Sta Op, Klatergoud.
2. Esther Sels: Geef Kleur (Gordellied 2007 met Gene), Recht Door Zee
3. Andrei Lugovski: My World (album), Passione (album)

### Idool 2011
1. Finalisten van Idool 2011: More to me
2. Kevin Kayirangwa: Forget you, She Got Moves, Crashing; Before summer's gone van 3M8S, Back in september
3. Kato Callebaut: Dancing On My Own, The Joker, Flamingo, Break Out, Suits you well, Morning Light, Justift, Sugar Rush + zie The Starlings
4. Dennis De Neyer: She's Not Coming Back; Before summer's gone van 3M8S, Back in September
5. Kristof De Cleyn: Kom Dichterbij

More To Me werd goed onthaald bij het Vlaamse publiek. Het werd massaal gedownload via iTunes. Op 1 april 2011 komt het binnen op 1 in de Vlaamse Ultratop 50; een positie die een maand lang werd vastgehouden.